# 성전산
성전산(聖殿山, 히브리어: הַר הַבַּיִת，아랍어: الحرم القدسي الشريف)은 예루살렘 구시가에 있는 종교적 성지이다. 유대교에서 가장 신성한 지역이다. 유대인의 예루살렘 성전이 이곳에 위치해 있다：제1성전(솔로몬 성전)은 기원전 967년에 지어져서 기원전 586년까지 존재했다. 제2성전은 기원전 515년에 지어져서, 70년까지 존재하였다. 유대교에서는 메시야가 오면 이곳에 제3성전이 지어질 것으로 믿는다.

## 사진

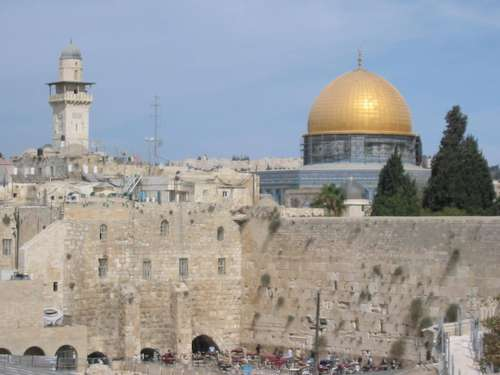
통곡의 벽과 성전산
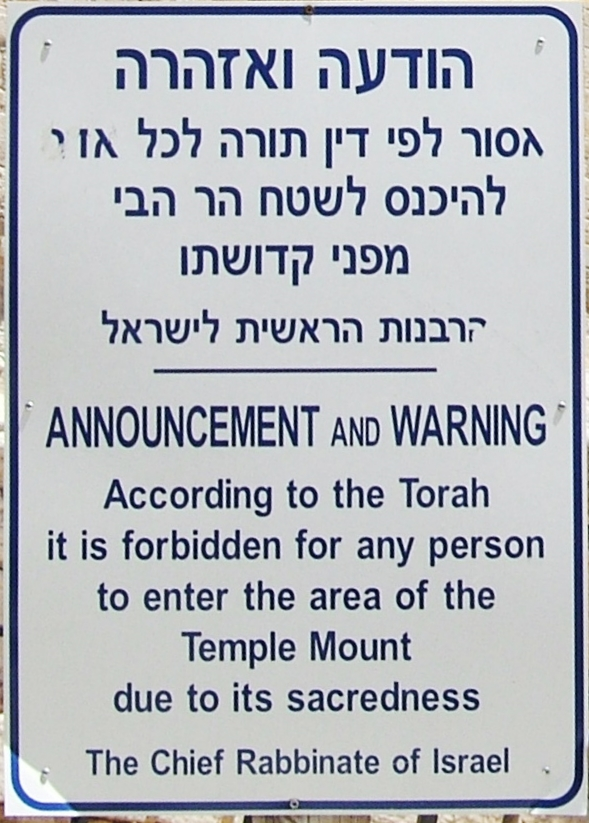
수석(首席)랍비의 경고판, 성전산 진입시의 금지사항
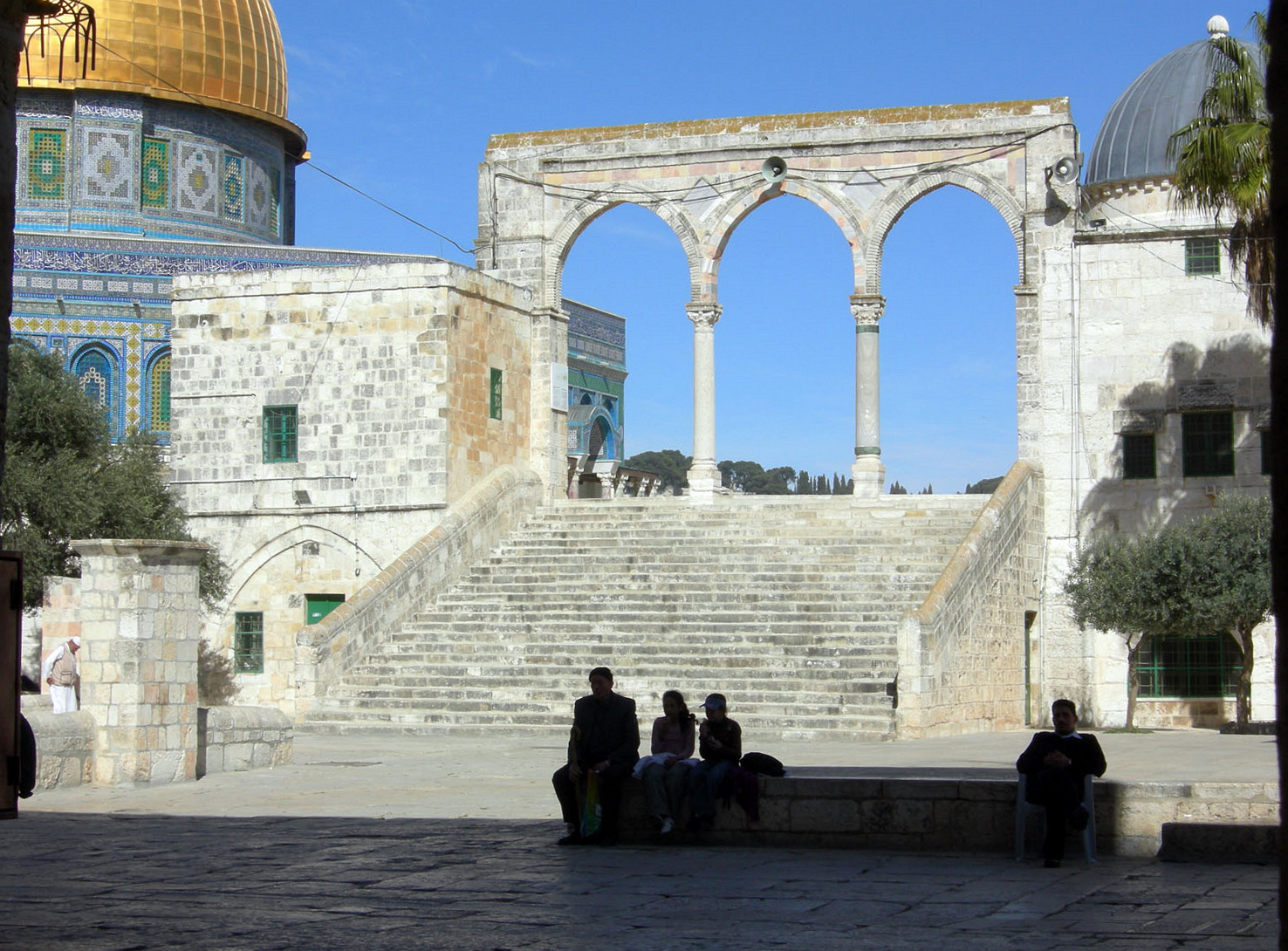

성경 신학자들은 다음의 두 산을 이 곳으로 여긴다.
- 모리아 산: 이삭을 바친 곳
- 시온 산: 여부스족의 요새가 있던 곳

하나님께서 영광(Shekhinah)이 머물기로 선택하신 곳이다.(이사야 8:18) 유대 전승인 탈무드에 따르면 최초의 인간 아담을 흙으로 빚으신 곳이다
증거가 없는 솔로몬 성전을 비롯한 유대교의 역사상 두 성전이 있던 곳이다.
성경에 따르면, 국가의 중심지 기능을 하는 장소다. 즉, 정부, 사법, 종교의 중심지다.(신명기 12:5-26; 14:23-25; 15:20; 16:2-16; 17:8-10; 26: 2; 31: 11; 이사야 2: 2-5; 오바댜 1:21; 시편 48). 제2성전 시대에는 경제적 중심지이기도 했다. 이곳에서 하나님의 말씀이 열방(all nations)으로 선포되며, 모든 기도가 포커스(fucus)되는 곳이다.(역대하 3:1-2)
유대교에서 가장 성스러운 장소(the holiest site)이자 기도하는 곳이다. 랍비법에 따라 많은 유대인들은 지성소(Holy of Holies)를 무의식적으로 밟지 않고자 성전산 위를 걷지 않는다. 지성소는 대제사장(High Priest)이 하나님과 직접 교제하는 곳이다.
- 솔로몬 성전(제1성전): 다윗의 아들 솔로몬(Solomon)이 기원전 957년에 짓고, 기원전 586년에 바벨론에 의해 파괴되었다.
- 제2성전: 스룹바벨(Zerubbabel)이 기원전 516년 짓고, AD 70년에 로마제국(Roman Empire)에 의해 파괴되었다.
- 제3성전(마지막 성전): 유대 전통에 의해 지어질 예정이다.

수니파(Sunni Muslims) 이슬람교도들은 널리 이 산을 이슬람교의 3번째 성지(the third holiest site in Islam)로 여긴다.

## 위치

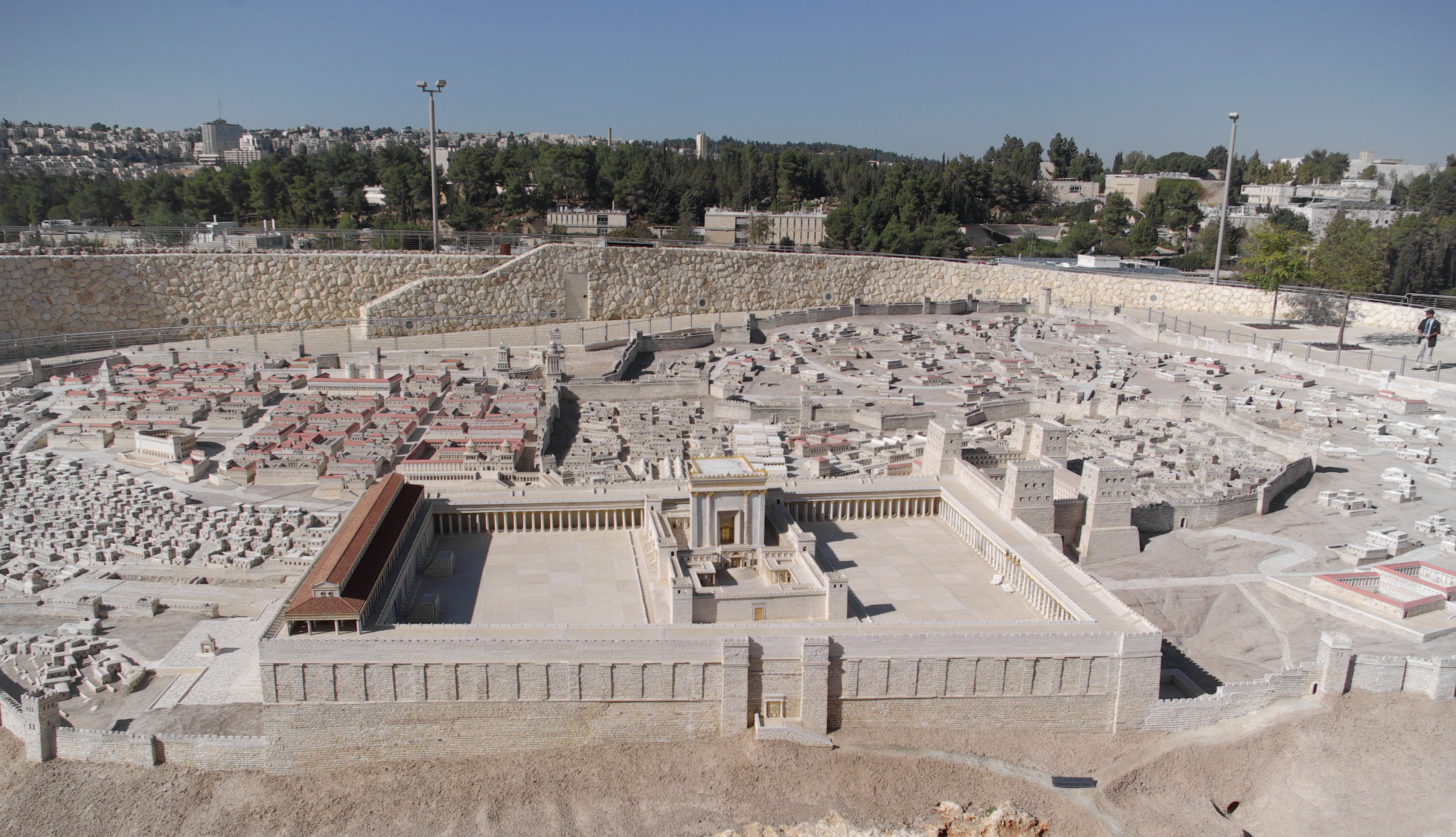
제2성전 시대 후기의 예루살렘 성지 모형. 성전산 동편 벽 바깥에서 본 장면

성전산 북쪽 벽은, 서벽 북쪽 구역과 함께, 거주지역 안에 숨겨져 있다. 서쪽 프랭크(flank)의 남쪽 구역은 서벽(Western Wall)으로 알려졌다.

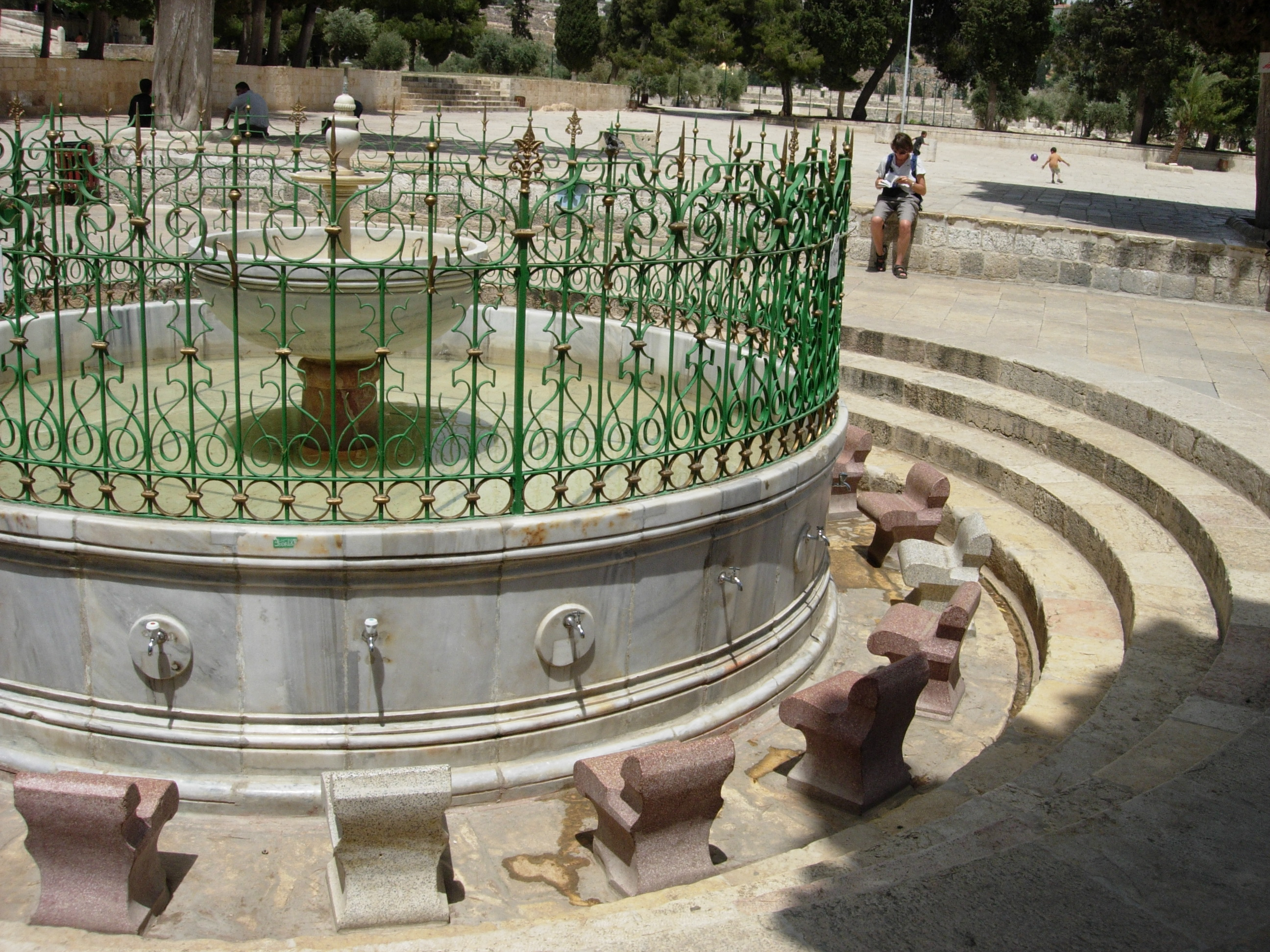
알카스(al-Kas)